# Spasim
Spasim est un jeu vidéo de combat spatial multijoueur développé par Jim Bowery en 1974 sur le système PLATO. Les joueurs sont aux commandes de vaisseaux spatiaux et sont regroupés dans quatre équipes de jusqu’à huit joueurs qui s’affrontent dans quatre systèmes planétaires. Les joueurs pilotent leurs vaisseaux en vue à la première personne dans un environnement en trois dimensions où les autres vaisseaux sont représentés par des modèles en filaire. Ils dirigent leurs vaisseaux par l’intermédiaire d’une interface en ligne de commande qui leur permet notamment d’entrer les coordonnées polaires du point à atteindre ou de faire usage de leurs armes.

## Système de jeu
Spasim est un jeu de combat spatial multijoueur dans lequel les joueurs sont aux commandes de vaisseaux spatiaux et s’affrontent par équipe dans quatre systèmes planétaires. Les joueurs sont regroupés dans quatre équipes (une par système planétaire) constituée de jusqu’à huit joueurs et équipée de son propre type de vaisseau inspiré de Star Trek,. Chaque joueur pilote son vaisseau en vue à la première personne dans un environnement en trois dimensions. Les autres vaisseaux apparaissent sous forme de modèles en filaire. Le programme n’intègre cependant pas de système de suppression des lignes cachées et les joueurs peuvent donc voir par transparence les lignes situées à l’arrière des modèles de vaisseau. La position des planètes et des autres vaisseaux par rapport à celui du joueur est actualisée toutes les secondes. Les joueurs dirigent leurs vaisseaux par l’intermédiaire d’une interface en ligne de commande qui leur permet de spécifier les coordonnées polaires du point à atteindre et la vitesse de leur vaisseau. La position de leur vaisseau dans l’espace leur est en revanche donnée en coordonnées cartésiennes,. Ils peuvent également utiliser un phaseur ou des torpilles pour tenter de détruire les vaisseaux ennemis. Les joueurs peuvent à tout moment basculer entre les points de vue de leur vaisseau, de leur base spatiale de départ et des torpilles déjà tirées. Ils peuvent également régler l’angle et le grossissement de leur caméra,. 
Le système de jeu de la version originale de Spasim se focalise sur le vol et le combat spatial. Une nouvelle version du jeu – publiée quelques mois après – implémente des éléments de stratégie et de gestion. Dans cette version, chaque planète est caractérisée par sa population, son niveau de vie et ses ressources énergétiques. Ces ressources permettent ensuite aux joueurs d’alimenter leurs vaisseaux spatiaux ou de développer leurs planètes et les équipes s’affronte ou coopère afin d’en amasser suffisamment pour atteindre une lointaine planète. Un recours trop fréquent au combat ou une mauvaise gestion peut entrainer un mécontentement sur les planètes du joueur et provoquer une révolte qui réduit fortement sa population et ses ressources
,.

## Développement
Spasim est développé par Jim Bowery en 1974 sur le système PLATO de l’université de l'Illinois à Urbana-Champaign qui, dans les années 1970, relie plusieurs centaines de terminaux informatiques permettant de faire fonctionner des programmes sur une dizaine d’ordinateur centraux. Jim Bowery commence à travailler sur le jeu au début de l’année alors qu’il est encore étudiant et qu’il assiste aux premiers cours d’informatique de l’université. Dans ce cadre, le professeur Leif Brush présente à sa classe le terminal informatique PLATO du campus et, intrigué, Jim Bowery s’inscrit aux cours du professeur Bobby Brown qui gère le laboratoire d’informatique où est installé le terminal. Il s’initie alors la programmation informatique avec l’aide de d’autres utilisateurs du système dont en particulier John Daleske, le créateur du jeu de combat spatial Empire (1973). Inspiré par les graphismes et le mode multijoueur de ce dernier, il commence alors à développer son propre jeu, qu’il baptise Spasim pour Space Simulation. En s’appuyant sur le code source d’un programme d’affichage de graphismes vectoriels en trois dimensions développé par Don Lee et Ron Resch, il crée alors des versions en trois dimensions des vaisseaux spatiaux d’Empire. Il ajoute ensuite progressivement de nouvelles fonctionnalité à son jeu, dont des armes inspirées de la série télévisée Star Trek,. Jim Bowery termine la première version de Spasim, sous-titrée An Investigation of Holographic Space, en mars 1974. Quelques mois plus tard, il commence à optimiser la partie du code source associée aux graphismes du jeu avec l’aide de Frank Canzolino, un étudiant en métallurgie. Influencé par les concepts des jeux gagnant-gagnant et des jeux coopératifs, il décide finalement d’effacer le jeu du système PLATO et de le reprogrammer entièrement pour y intégrer des éléments de stratégie et de gestion,. Avec cette nouvelle version, il vise notamment à pénaliser les recours trop fréquent au combat et à encourager la coopération entre les joueurs afin de refléter ce qu’il considère comme la réalité de l’expansion spatiale. Cette nouvelle version est développée en seulement trois jours et est diffusée sur le système PLATO en juillet 1974,. Jim Bowery continue de le mettre régulièrement à jour jusqu’à ce qu’il soit diplômé. Le développement du jeu est alors repris par Steve Lionel qui lui ajoute notamment un tutorial sur la navigation dans un système de coordonnées polaires .

## Postérité
D’après Jim Bowery, Spasim rencontre un certain succès sur le système PLATO et fait l’objet d’un « culte de fin de soirée » malgré l’accent mis sur la stratégie plutôt que sur le combat dans la deuxième version du jeu, qui provoque une chute du nombre de joueurs réguliers. Spasim est un des premiers jeux vidéo en trois dimensions en vue à la première personne. Pendant un temps, son créateur se propose d’ailleurs d’offrir 500 $ à toute personne lui apportant la preuve de l’existence d’un jeu antérieur de ce type. C’est cependant le jeu de labyrinthe Maze War (1973) qui est généralement reconnu comme le tout premier jeu de ce type,. Avec ce dernier, Spasim est considéré comme un des ancêtres du jeu de tir à la première personne,,.
D’après Jim Bowery, la première version de Spasim a inspiré Silas Warner, un des développeurs de Empire, qui s’appuie sur son code source pour créer le simulateur de vol Airace (1975) sur le système PLATO. Celui-ci inspire ensuite le simulateur de combat aérien Airfight (1975) puis le simulateur de char d’assaut Panther (1975),,. 
Spasim est également désigné comme un précurseur spirituel du jeu Elite (1984) et des jeux de commerce et de combat spatial qui s’en inspire.